# Plan na bazie dłoni
Plan na bazie dłoni (duń. Fingerplanen) to strategiczny plan rozwoju obszaru metropolitalnego Kopenhagi. Został zapoczątkowany przez grupę młodych architektów i urbanistów, m.in. Steena Eilera Rasmussena i Christiana Erhardta Bredsdorffa w 1947 r. Według planu centrum Kopenhagi to dłoń, której pięć palców rozciąga się wzdłuż podmiejskich linii kolejowych szybkiego ruchu – jest to strefa rozwoju. Przestrzenie pomiędzy palcami to tereny zielone. Plan miał zapobiec niekontrolowanemu rozprzestrzenianiu się miast.

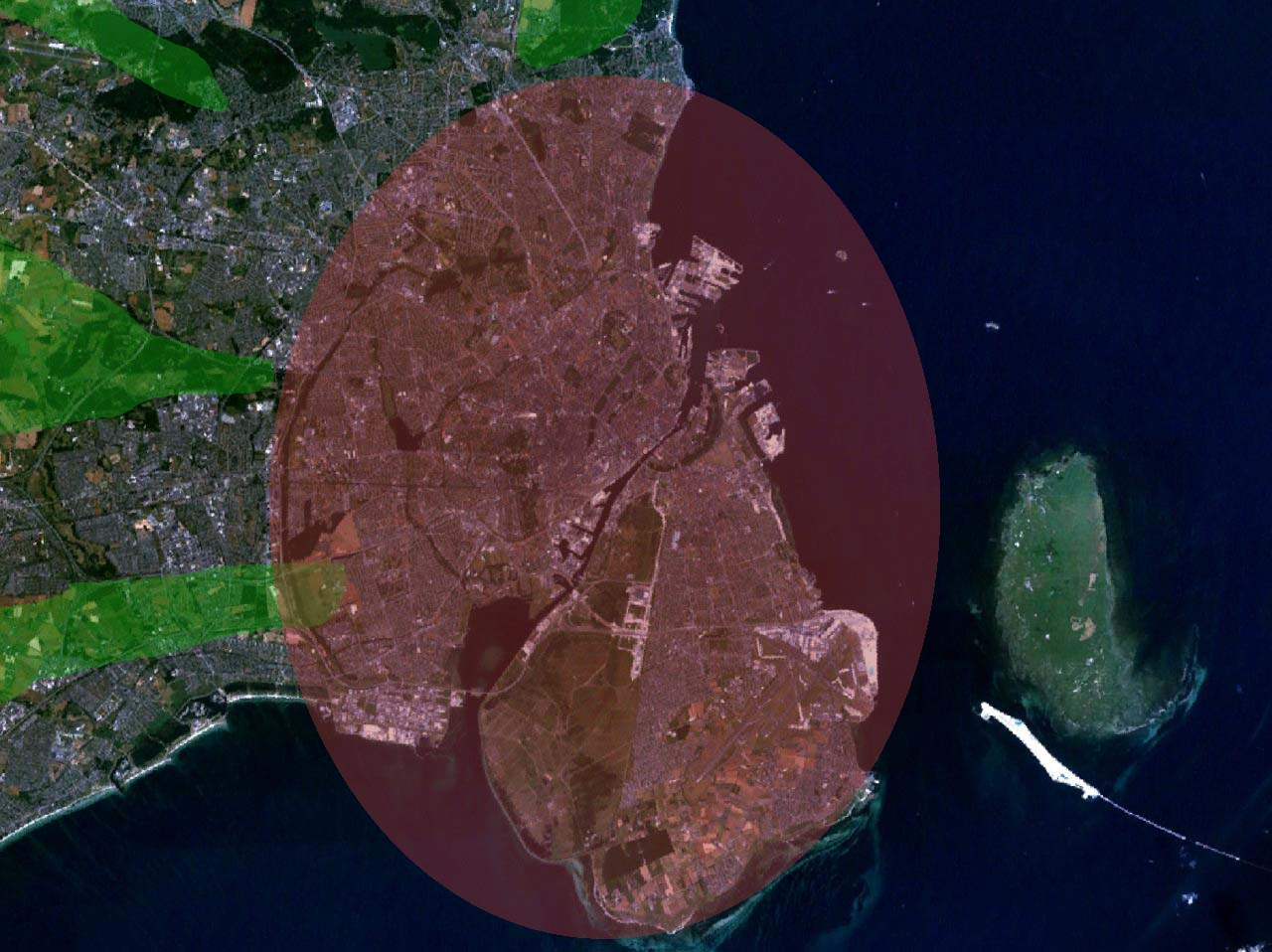
Obszar Kopenhagi, widoczny z lotu ptaka

## Założenia
Punktem wyjścia planu na bazie dłoni jest Kopenhaga jako centrum regionu stołecznego. Założeniem Bredsdorffa i jego współpracowników było zachowanie w stolicy Danii krótkich odstępów pomiędzy miejscem zamieszkania, miejscem pracy i terenami zielonymi, bazując na rozmieszczeniu dróg transportu publicznego. Dojazd do pracy i z powrotem miały zagwarantować liczne połączenia autobusowe i tramwajowe.

## Realizacja

### Mały palec
Północne przedmieścia wzdłuż małego palca są najbogatsze. W języku potocznym obszar ten nazywany jest „pasem Whiskey” (ang. The Whiskey Belt), mimo że występują tutaj zarówno dwory, jak i dużej i średniej wielkości domy. Liczba mieszkańców wynosi ok. 270 000.

### Palec serdeczny
Północną i północno-zachodnią część przedmieść tworzy palec serdeczny. Obszar ten składa się w dużej mierze z wolnostojących domów klasy średniej, z kilkoma wyjątkami budynków, zamieszkiwanych przez klasy wyższe. Liczba mieszkańców wynosi ok. 100 000.

### Palec środkowy
Palec środkowy tworzy północno-zachodnie przedmieścia. Jest to obszar mieszany, składający się z wolnostojących domów klasy średniej, rozległych miast – ogrodów i dużych, niskich zabudowań. Obszar ten odgrywa znaczącą rolę dla przemysłu Kopenhagi, głównie w sektorze rzemiosła. Liczba mieszkańców wynosi ok. 110 000.

### Palec wskazujący
Tworzy zachodnie przedmieścia, w których jest najmniejszy przychód i najwyższy wskaźnik przestępczości. Przedmieścia tworzy zarówno drobnomieszczański Glostrup, jak i rozlegle położone niskie zabudowania w Albertslund czy Taastrup. Liczba mieszkańców wynosi 145.000, z czego 20% to imigranci w pierwszym lub drugim pokoleniu.

### Kciuk
Według planu, kciuk tworzą południowo-zachodnie przedmieścia wzdłuż wybrzeża. Podczas gdy centralne obszary zdominowane są przez wysokie bloki mieszkaniowe, oraz mieszkańców z niskimi dochodami, bardziej odległe obszary tworzą wolnostojące domy klasy średniej. Liczba mieszkańców ze znacznym udziałem imigrantów wynosi 215 000.

## Dodatkowy palec
Podczas tworzenia planu na bazie dłoni nie uwzględniono wyspy Amager, ponieważ nie spełniała ona wymagań nowoczesnej infrastruktury. Od tego czasu polepszyła się i Amager stała się najbardziej nowoczesnym przedmieściem współczesnej Kopenhagi, które zaczęto nazywać dodatkowym palcem.